# Németország a 2018. évi téli olimpiai játékokon
Németország a dél-koreai Phjongcshangban megrendezett 2018. évi téli olimpiai játékok egyik részt vevő nemzete volt. Az országot az olimpián 14 sportágban 153 sportoló képviselte, akik összesen 31 érmet szereztek.

## Érmesek
| Érem  | Versenyző | Sportág          | Versenyszám                 |
| ----- | --- | ---------------- | --------------------------- |
| Arany | Arnd Peiffer | Biatlon          | Férfi 10 km sprint          |
| Arany | Laura Dahlmeier | Biatlon          | Női 7,5 km sprint           |
| Arany | Laura Dahlmeier | Biatlon          | Női 10 km üldözőverseny     |
| Arany | Francesco Friedrich Thorsten Margis | Bob              | Férfi kettes                |
| Arany | Francesco Friedrich Candy Bauer Martin Grothkopp Thorsten Margis | Bob              | Férfi négyes                |
| Arany | Mariama Jamanka Lisa Buckwitz | Bob              | Női kettes                  |
| Arany | Eric Frenzel | Északi összetett | Normálsánc + 10 km          |
| Arany | Johannes Rydzek | Északi összetett | Nagysánc + 10 km            |
| Arany | Vinzenz Geiger Fabian Rießle Eric Frenzel Johannes Rydzek | Északi összetett | Csapat                      |
| Arany | Aliona Savchenko Bruno Massot | Műkorcsolya      | Páros                       |
| Arany | Tobias Wendl Tobias Arlt | Szánkó           | Kettes                      |
| Arany | Natalie Geisenberger | Szánkó           | Női egyes                   |
| Arany | Johannes Ludwig Natalie Geisenberger Tobias Wendl Tobias Arlt | Szánkó           | Vegyes váltó                |
| Arany | Andreas Wellinger | Síugrás          | Férfi egyéni, normálsánc    |
| Ezüst | Simon Schempp | Biatlon          | Férfi 15 km tömegrajtos     |
| Ezüst | Nico Walther Kevin Kuske Alexander Rödiger Eric Franke | Bob              | Férfi négyes                |
| Ezüst | Fabian Rießle | Északi összetett | Nagysánc + 10 km            |
| Ezüst | Nemzeti válogatott Sinan Akdag Danny aus den Birken Daryl Boyle Christian Ehrhoff Yasin Ehliz Dennis Endras Gerrit Fauser Marcel Goc Patrick Hager Frank Hördler Dominik Kahun Marcus Kink Björn Krupp Brooks Macek Frank Mauer Jonas Müller Moritz Müller Marcel Noebels Leonhard Pföderl Timo Pielmeier Matthias Plachta Patrick Reimer Felix Schütz Yannic Seidenberg David Wolf | Jégkorong        | Férfi                       |
| Ezüst | Selina Jörg | Snowboard        | Női parallel giant slalom   |
| Ezüst | Dajana Eitberger | Szánkó           | Női egyes                   |
| Ezüst | Andreas Wellinger | Síugrás          | Férfi egyéni, nagysánc      |
| Ezüst | Karl Geiger Stephan Leyhe Richard Freitag Andreas Wellinger | Síugrás          | Férfi csapatverseny         |
| Ezüst | Katharina Althaus | Síugrás          | Női egyéni, normálsánc      |
| Ezüst | Jacqueline Lölling | Szkeleton        | Női                         |
| Bronz | Benedikt Doll | Biatlon          | Férfi 12,5 km üldözőverseny |
| Bronz | Erik Lesser Benedikt Doll Arnd Peiffer Simon Schempp | Biatlon          | Férfi 4 × 7,5 km váltó      |
| Bronz | Laura Dahlmeier | Biatlon          | Női 15 km egyéni indításos  |
| Bronz | Eric Frenzel | Északi összetett | Nagysánc + 10 km            |
| Bronz | Ramona Theresia Hofmeister | Snowboard        | Női parallel giant slalom   |
| Bronz | Johannes Ludwig | Szánkó           | Férfi egyes                 |
| Bronz | Toni Eggert Sascha Benecken | Szánkó           | Kettes                      |

## Alpesisí
Férfi
| Versenyző        | Versenyszám            | 1. futam      | 1. futam      | 2. futam | 2. futam | Összesítés | Összesítés |
| Versenyző        | Versenyszám            | Idő           | Hely.         | Idő      | Hely.    | Idő        | Helyezés   |
| ---------------- | ---------------------- | ------------- | ------------- | -------- | -------- | ---------- | ---------- |
| Fritz Dopfer     | Óriás-műlesiklás       | 1:10,69       | 19.           | 1:11,38  | 26.      | 2:22,07    | 26.        |
| Fritz Dopfer     | Műlesiklás             | 49,79         | 22.           | 51,48    | 17.      | 1:41,27    | 20.        |
| Thomas Dreßen    | Lesiklás               |               |               |          |          | 1:41,03    | 5.         |
| Thomas Dreßen    | Szuperóriás-műlesiklás |               |               |          |          | 1:25,51    | 12.        |
| Josef Ferstl     | Lesiklás               |               |               |          |          | 1:42,98    | 25.        |
| Josef Ferstl     | Szuperóriás-műlesiklás |               |               |          |          | 1:26,81    | 27.        |
| Andreas Sander   | Lesiklás               |               |               |          |          | 1:41,62    | 10.        |
| Andreas Sander   | Szuperóriás-műlesiklás |               |               |          |          | 1:25,21    | 8.         |
| Alexander Schmid | Óriás-műlesiklás       | nem ért célba | nem ért célba | kiesett  | kiesett  | kiesett    | kiesett    |
| Linus Straßer    | Óriás-műlesiklás       | 1:11,54       | 30.           | 1:10,13  | 4.       | 2:21,67    | 22.        |
| Linus Straßer    | Műlesiklás             | nem ért célba | nem ért célba | kiesett  | kiesett  | kiesett    | kiesett    |

| Versenyző      | Versenyszám | Lesiklás | Lesiklás | Műlesiklás    | Műlesiklás    | Összesítés    | Összesítés    |
| Versenyző      | Versenyszám | Idő      | Hely.    | Idő           | Hely.         | Idő           | Helyezés      |
| -------------- | ----------- | -------- | -------- | ------------- | ------------- | ------------- | ------------- |
| Thomas Dreßen  | Összetett   | 1:19,24  | 1.       | 49,72         | 24.           | 2:08,96       | 9.            |
| Josef Ferstl   | Összetett   | 1:21,95  | 36.      | nem indult    | nem indult    | nem ért célba | nem ért célba |
| Andreas Sander | Összetett   | 1:21,68  | 32.      | nem indult    | nem indult    | nem ért célba | nem ért célba |
| Linus Straßer  | Összetett   | 1:22,03  | 39.      | nem ért célba | nem ért célba | kiesett       | kiesett       |

Női
| Versenyző           | Versenyszám            | 1. futam      | 1. futam      | 2. futam      | 2. futam      | Összesítés    | Összesítés    |
| Versenyző           | Versenyszám            | Idő           | Hely.         | Idő           | Hely.         | Idő           | Helyezés      |
| ------------------- | ---------------------- | ------------- | ------------- | ------------- | ------------- | ------------- | ------------- |
| Lena Dürr           | Műlesiklás             | nem ért célba | nem ért célba | kiesett       | kiesett       | kiesett       | kiesett       |
| Christina Geiger    | Műlesiklás             | 51,44         | 19.           | nem ért célba | nem ért célba | nem ért célba | nem ért célba |
| Viktoria Rebensburg | Lesiklás               |               |               |               |               | 1:40,64       | 9.            |
| Viktoria Rebensburg | Szuperóriás-műlesiklás |               |               |               |               | 1:21,62       | 10.           |
| Viktoria Rebensburg | Óriás-műlesiklás       | 1:11,45       | 8.            | 1:09,15       | 3.            | 2:20,60       | 4.            |
| Marina Wallner      | Műlesiklás             | 51,12         | 12.           | 50,98         | 22.           | 1:42,10       | 19.           |
| Kira Weidle         | Lesiklás               |               |               |               |               | 1:41,01       | 11.           |
| Kira Weidle         | Szuperóriás-műlesiklás |               |               |               |               | nem ért célba | nem ért célba |

Vegyes
| Versenyző                                                            | Versenyszám | Nyolcaddöntő              | Negyeddöntő          | Elődöntő          | Döntő             | Helyezés |
| Versenyző                                                            | Versenyszám | Ellenfél Eredmény         | Ellenfél Eredmény    | Ellenfél Eredmény | Ellenfél Eredmény | Helyezés |
| -------------------------------------------------------------------- | ----------- | ------------------------- | -------------------- | ----------------- | ----------------- | -------- |
| Fritz Dopfer Alexander Schmid Linus Straßer Lena Dürr Marina Wallner | Vegyes      | Szlovákia (SVK) · Gy 2*–2 | Svájc (SUI) · V 2–2* | kiesett           | kiesett           | 5.       |

## Biatlon
Férfi
| Versenyző                                            | Versenyszám            | Időeredmény | Lövőhiba    | Helyezés |
| ---------------------------------------------------- | ---------------------- | ----------- | ----------- | -------- |
| Benedikt Doll                                        | 10 km sprint           | 23:56,4     | 1 (0+1)     | 6.       |
| Benedikt Doll                                        | 12,5 km üldözőverseny  | 33:06,8     | 1 (0+0+1+0) |          |
| Benedikt Doll                                        | 15 km tömegrajtos      | 36:06,1     | 1 (0+0+1+0) | 5.       |
| Johannes Kühn                                        | 20 km egyéni indításos | 53:36,6     | 6 (1+1+1+3) | 58.      |
| Erik Lesser                                          | 10 km sprint           | 24:10,7     | 1 (0+1)     | 11.      |
| Erik Lesser                                          | 12,5 km üldözőverseny  | 34:27,6     | 2 (0+0+1+1) | 11.      |
| Erik Lesser                                          | 20 km egyéni indításos | 49:31,1     | 1 (0+1+0+0) | 9.       |
| Erik Lesser                                          | 15 km tömegrajtos      | 35:58,9     | 2 (0+0+0+2) | 4.       |
| Arnd Peiffer                                         | 10 km sprint           | 23:38,8     | 0 (0+0)     |          |
| Arnd Peiffer                                         | 12,5 km üldözőverseny  | 34:05,8     | 3 (0+0+1+2) | 8.       |
| Arnd Peiffer                                         | 20 km egyéni indításos | 51:54,8     | 3 (0+0+3+0) | 21.      |
| Arnd Peiffer                                         | 15 km tömegrajtos      | 36:47,5     | 4 (1+0+1+2) | 13.      |
| Simon Schempp                                        | 10 km sprint           | 24:00,2     | 1 (0+1)     | 7.       |
| Simon Schempp                                        | 12,5 km üldözőverseny  | 33:54,4     | 3 (0+0+1+2) | 5.       |
| Simon Schempp                                        | 20 km egyéni indításos | 51:54,8     | 4 (2+2+0+0) | 36.      |
| Simon Schempp                                        | 15 km tömegrajtos      | 35:47,3     | 1 (0+0+0+1) |          |
| Erik Lesser Benedikt Doll Arnd Peiffer Simon Schempp | 4 × 7,5 km váltó       | 1:17:23,6   | 10 (3+10)   |          |

Női
| Versenyző                                                            | Versenyszám            | Időeredmény | Lövőhiba    | Helyezés |
| -------------------------------------------------------------------- | ---------------------- | ----------- | ----------- | -------- |
| Laura Dahlmeier                                                      | 7,5 km sprint          | 21:06,2     | 0 (0+0)     |          |
| Laura Dahlmeier                                                      | 10 km üldözőverseny    | 30:35,0     | 1 (0+1+0+0) |          |
| Laura Dahlmeier                                                      | 15 km egyéni indításos | 41:48,4     | 1 (1+0+0+0) |          |
| Laura Dahlmeier                                                      | 12,5 km tömegrajtos    | 37:10,1     | 2 (1+1+0+0) | 16.      |
| Maren Hammerschmidt                                                  | 15 km egyéni indításos | 44:28,0     | 3 (1+1+0+1) | 17.      |
| Denise Herrmann                                                      | 7,5 km sprint          | 22:25,8     | 2 (0+2)     | 21.      |
| Denise Herrmann                                                      | 10 km üldözőverseny    | 31:54,7     | 2 (1+0+0+1) | 6.       |
| Denise Herrmann                                                      | 12,5 km tömegrajtos    | 36:27,2     | 2 (0+0+2+0) | 11.      |
| Franziska Hildebrand                                                 | 7,5 km sprint          | 21:59,9     | 1 (0+1)     | 12.      |
| Franziska Hildebrand                                                 | 10 km üldözőverseny    | 32:36,5     | 3 (2+1+0+0) | 12.      |
| Franziska Hildebrand                                                 | 15 km egyéni indításos | 43:38,6     | 1 (0+1+0+0) | 9.       |
| Vanessa Hinz                                                         | 7,5 km sprint          | 21:46,5     | 1 (0+1)     | 5.       |
| Vanessa Hinz                                                         | 10 km üldözőverseny    | 32:41,4     | 4 (1+1+2+0) | 13.      |
| Vanessa Hinz                                                         | 12,5 km tömegrajtos    | 38:52,4     | 4 (2+1+0+1) | 25.      |
| Franziska Preuß                                                      | 15 km egyéni indításos | 42:06,7     | 0 (0+0+0+0) | 4.       |
| Franziska Preuß                                                      | 12,5 km tömegrajtos    | 36:38,9     | 1 (0+0+1+0) | 12.      |
| Laura Dahlmeier Denise Herrmann Franziska Hildebrand Franziska Preuß | 4 × 6 km váltó         | 1:12:57,3   | 11 (3+11)   | 8.       |

Vegyes
| Versenyző                                             | Versenyszám  | Időeredmény | Lövőhiba | Helyezés |
| ----------------------------------------------------- | ------------ | ----------- | -------- | -------- |
| Laura Dahlmeier Vanessa Hinz Erik Lesser Arnd Peiffer | Vegyes váltó | 1:09:01,5   | 7 (1+7)  | 4.       |

## Bob
Férfi
| Versenyző                                                          | Versenyszám | 1. futam | 1. futam | 2. futam | 2. futam | 3. futam | 3. futam | 4. futam | 4. futam | Összesítés | Összesítés |
| Versenyző                                                          | Versenyszám | Idő      | Hely.    | Idő      | Hely.    | Idő      | Hely.    | Idő      | Hely.    | Idő        | Helyezés   |
| ------------------------------------------------------------------ | ----------- | -------- | -------- | -------- | -------- | -------- | -------- | -------- | -------- | ---------- | ---------- |
| Francesco Friedrich* Thorsten Margis                               | Kettes      | 49,22    | 5.       | 49,46    | 5.       | 48,96    | 1.       | 49,22    | 2.       | 3:16,86    |            |
| Nico Walther* Christian Poser                                      | Kettes      | 49,12    | 3.       | 49,27    | 1.       | 49,32    | 6.       | 49,35    | 4.       | 3:17,06    | 4.         |
| Johannes Lochner* Christopher Weber                                | Kettes      | 49,24    | 6.       | 49,34    | 2.       | 49,09    | 3.       | 49,47    | 8.       | 3:17,14    | 5.         |
| Francesco Friedrich* Candy Bauer Martin Grothkopp Thorsten Margis  | Négyes      | 48,54    | 1.       | 49,01    | 1.       | 48,76    | 1.       | 49,54    | 3.       | 3:15,85    |            |
| Nico Walther* Kevin Kuske Alexander Rödiger Eric Franke            | Négyes      | 48,74    | 3.       | 49,16    | 2.       | 48,90    | 4.       | 49,58    | 7.       | 3:16,38    |            |
| Johannes Lochner* Christopher Weber Christian Poser Christian Rasp | Négyes      | 48,95    | 6.       | 49,26    | 7.       | 49,10    | 9.       | 49,80    | 17.      | 3:17,11    | 8.         |

Női
| Versenyző                            | Versenyszám | 1. futam | 1. futam | 2. futam | 2. futam | 3. futam | 3. futam | 4. futam | 4. futam | Összesítés | Összesítés |
| Versenyző                            | Versenyszám | Idő      | Hely.    | Idő      | Hely.    | Idő      | Hely.    | Idő      | Hely.    | Idő        | Helyezés   |
| ------------------------------------ | ----------- | -------- | -------- | -------- | -------- | -------- | -------- | -------- | -------- | ---------- | ---------- |
| Mariama Jamanka* Lisa-Marie Buckwitz | Kettes      | 50,54    | 2.       | 50,72    | 1.       | 50,49    | 2.       | 50,70    | 1.       | 3:22,45    |            |
| Anna Köhler* Erline Nolte            | Kettes      | 51,21    | 13.      | 51,20    | 11.      | 51,46    | 16.      | 51,41    | 15.      | 3:25,28    | 13.        |
| Stephanie Schneider* Annika Drazek   | Kettes      | 50,63    | 4.       | 50,93    | 5.       | 50,71    | 5.       | 50,70    | 1.       | 3:22,97    | 4.         |

* – a bob vezetője

## Északi összetett
| Versenyző                                                 | Versenyszám        | Síugrás | Síugrás | Síugrás | Síugrás    | Sífutás | Összesítés | Összesítés |
| Versenyző                                                 | Versenyszám        | Táv     | Pont    | Hely.   | Időhátrány | Idő     | Idő        | Helyezés   |
| --------------------------------------------------------- | ------------------ | ------- | ------- | ------- | ---------- | ------- | ---------- | ---------- |
| Eric Frenzel                                              | Normálsánc + 10 km | 106,5   | 121,7   | 5.      | +0:32      | 24:19,4 | 24:51,4    |            |
| Eric Frenzel                                              | Nagysánc + 10 km   | 136,5   | 132,9   | 4.      | +0:24      | 23:29,3 | 23:53,3    |            |
| Vinzenz Geiger                                            | Normálsánc + 10 km | 103,5   | 105,4   | 13.     | +1:41      | 24:15,9 | 25:56,9    | 9.         |
| Vinzenz Geiger                                            | Nagysánc + 10 km   | 129,0   | 124,0   | 9.      | +1:00      | 23:42,6 | 24:42,6    | 7.         |
| Fabian Rießle                                             | Normálsánc + 10 km | 94,5    | 99,9    | 16.     | +2:03      | 23:53,7 | 25:56,7    | 7.         |
| Fabian Rießle                                             | Nagysánc + 10 km   | 130,5   | 130,3   | 6.      | +0:34      | 23:18,9 | 23:52,9    |            |
| Johannes Rydzek                                           | Normálsánc + 10 km | 101,0   | 109,1   | 11.     | +1:26      | 23:53,3 | 25:19,3    | 5.         |
| Johannes Rydzek                                           | Nagysánc + 10 km   | 133,5   | 131,2   | 5.      | +0:31      | 23:21,5 | 23:52,5    |            |
| Eric Frenzel Vinzenz Geiger Fabian Rießle Johannes Rydzek | Csapat             | 532,0   | 464,7   | 2.      | +0:06      | 46:03,8 | 46:09,8    |            |

## Gyorskorcsolya
Férfi
| Versenyző         | Versenyszám | Eredmény | Helyezés |
| ----------------- | ----------- | -------- | -------- |
| Patrick Beckert   | 5000 m      | 6:17,91  | 10.      |
| Patrick Beckert   | 10 000 m    | 13:01,94 | 7.       |
| Joel Dufter       | 500 m       | 35,506   | 29.      |
| Joel Dufter       | 1000 m      | 1:09,46  | 14.      |
| Moritz Geisreiter | 5000 m      | 6:18,34  | 12.      |
| Moritz Geisreiter | 10 000 m    | 13:06,35 | 9.       |
| Nico Ihle         | 500 m       | 34,89    | 8.       |
| Nico Ihle         | 1000 m      | 1:08,93  | 8.       |

Női
| Versenyző              | Versenyszám | Eredmény | Helyezés |
| ---------------------- | ----------- | -------- | -------- |
| Judith Dannhauer       | 500 m       | 38,534   | =16.     |
| Judith Dannhauer       | 1000 m      | 1:17,41  | 26.      |
| Roxanne Dufter         | 1500 m      | 2:00,33  | 24.      |
| Roxanne Dufter         | 3000 m      | 4:16,87  | 23.      |
| Gabriele Hirschbichler | 1000 m      | 1:16,03  | 15.      |
| Gabriele Hirschbichler | 1500 m      | 1:58,24  | 12.      |
| Claudia Pechstein      | 3000 m      | 4:04,49  | 9.       |
| Claudia Pechstein      | 5000 m      | 7:05,43  | 8.       |
| Michelle Uhrig         | 1000 m      | 1:20,81  | 31.      |

Tömegrajtos
| Versenyző         | Versenyszám | Elődöntő | Elődöntő | Elődöntő | Döntő | Döntő   | Döntő    |
| Versenyző         | Versenyszám | Pont     | Idő      | Hely.    | Pont  | Idő     | Helyezés |
| ----------------- | ----------- | -------- | -------- | -------- | ----- | ------- | -------- |
| Claudia Pechstein | Női         | 5        | 8:35,58  | 4.       | 0     | 8:41,45 | 13.      |

Csapatverseny
| Versenyző                                                              | Versenyszám | Negyeddöntő              | Negyeddöntő | Elődöntő     | Elődöntő | Döntő                            | Döntő    | Döntő |
| Versenyző                                                              | Versenyszám | Ellenfél Idő             | Hely.       | Ellenfél Idő | Hely.    | Ellenfél Idő                     | Helyezés |       |
| ---------------------------------------------------------------------- | ----------- | ------------------------ | ----------- | ------------ | -------- | -------------------------------- | -------- | ----- |
| Roxanne Dufter Gabriele Hirschbichler Claudia Pechstein Michelle Uhrig | Női         | Kanada (CAN) · V 3:02,65 | 6.          |              |          | C döntő · Kína (CHN) · V 3:04,67 | 6.       |       |

## Jégkorong

### Férfi
- Szövetségi kapitány:  Marco Sturm
- Segédedzők:  Christian Künast,  Matt McIlvane

| Német nemzeti férfi jégkorongcsapat-játékoskeret | Német nemzeti férfi jégkorongcsapat-játékoskeret | Német nemzeti férfi jégkorongcsapat-játékoskeret | Német nemzeti férfi jégkorongcsapat-játékoskeret | Német nemzeti férfi jégkorongcsapat-játékoskeret | Német nemzeti férfi jégkorongcsapat-játékoskeret | Német nemzeti férfi jégkorongcsapat-játékoskeret | Német nemzeti férfi jégkorongcsapat-játékoskeret |
| #                                                | Poszt                                            | Név                                              | Magasság                                         | Súly                                             | Születési idő                                    | Születési hely                                   | Klub 2017–18-ban                                 |
| ------------------------------------------------ | ------------------------------------------------ | ------------------------------------------------ | ------------------------------------------------ | ------------------------------------------------ | ------------------------------------------------ | ------------------------------------------------ | ------------------------------------------------ |
| 7                                                | D                                                | Daryl Boyle                                      | 1,85 m (6 ft 1 in)                               | 89 kg (196 lb)                                   | 1987. február 24.                                | Sparwood, Kanada                                 | EHC München (DEL)                                |
| 10                                               | D                                                | Christian Ehrhoff – A                            | 1,88 m (6 ft 2 in)                               | 92 kg (203 lb)                                   | 1982. július 6.                                  | Moers, Nyugat-Németország                        | Kölner Haie (DEL)                                |
| 12                                               | F                                                | Brooks Macek                                     | 1,81 m (5 ft 11 in)                              | 92 kg (203 lb)                                   | 1992. május 15.                                  | Winnipeg, Manitoba, Kanada                       | EHC München (DEL)                                |
| 17                                               | F                                                | Marcus Kink                                      | 1,86 m (6 ft 1 in)                               | 96 kg (212 lb)                                   | 1985. január 13.                                 | Düsseldorf, Nyugat-Németország                   | Adler Mannheim (DEL)                             |
| 22                                               | F                                                | Matthias Plachta                                 | 1,88 m (6 ft 2 in)                               | 100 kg (220 lb)                                  | 1991. május 16.                                  | Freiburg im Breisgau                             | Adler Mannheim (DEL)                             |
| 28                                               | F                                                | Frank Mauer                                      | 1,84 m (6 ft 0 in)                               | 90 kg (200 lb)                                   | 1988. április 12.                                | Heidelberg, Nyugat-Németország                   | EHC München (DEL)                                |
| 33                                               | G                                                | Danny aus den Birken                             | 1,86 m (6 ft 1 in)                               | 89 kg (196 lb)                                   | 1985. február 15.                                | Düsseldorf, Nyugat-Németország                   | EHC München (DEL)                                |
| 36                                               | D                                                | Yannic Seidenberg                                | 1,71 m (5 ft 7 in)                               | 82 kg (181 lb)                                   | 1984. január 11.                                 | Villingen-Schwenningen, Nyugat-Németország       | EHC München (DEL)                                |
| 37                                               | F                                                | Patrick Reimer                                   | 1,79 m (5 ft 10 in)                              | 86 kg (190 lb)                                   | 1982. december 10.                               | Mindelheim, Nyugat-Németország                   | Thomas Sabo Ice Tigers (DEL)                     |
| 40                                               | D                                                | Björn Krupp                                      | 1,91 m (6 ft 3 in)                               | 95 kg (209 lb)                                   | 1991. március 6.                                 | Buffalo, Egyesült Államok                        | Grizzlys Wolfsburg (DEL)                         |
| 41                                               | D                                                | Jonas Müller                                     | 1,83 m (6 ft 0 in)                               | 88 kg (194 lb)                                   | 1995. november 19.                               | Berlin                                           | Eisbären Berlin (DEL)                            |
| 42                                               | F                                                | Yasin Ehliz                                      | 1,77 m (5 ft 10 in)                              | 83 kg (183 lb)                                   | 1992. december 30.                               | Bad Tölz                                         | Thomas Sabo Ice Tigers (DEL)                     |
| 43                                               | F                                                | Gerrit Fauser                                    | 1,82 m (6 ft 0 in)                               | 89 kg (196 lb)                                   | 1989. július 13.                                 | Nürnberg, Nyugat-Németország                     | Grizzlys Wolfsburg (DEL)                         |
| 44                                               | G                                                | Dennis Endras                                    | 1,82 m (6 ft 0 in)                               | 80 kg (180 lb)                                   | 1985. július 14.                                 | Immenstadt im Allgäu, Nyugat-Németország         | Adler Mannheim (DEL)                             |
| 48                                               | D                                                | Frank Hördler                                    | 1,83 m (6 ft 0 in)                               | 90 kg (200 lb)                                   | 1985. január 26.                                 | Bad Muskau, NDK                                  | Eisbären Berlin (DEL)                            |
| 50                                               | F                                                | Patrick Hager – A                                | 1,78 m (5 ft 10 in)                              | 83 kg (183 lb)                                   | 1988. szeptember 8.                              | Stuttgart, Nyugat-Németország                    | EHC München (DEL)                                |
| 51                                               | G                                                | Timo Pielmeier                                   | 1,83 m (6 ft 0 in)                               | 82 kg (181 lb)                                   | 1989. július 7.                                  | Deggendorf, Nyugat-Németország                   | ERC Ingolstadt (DEL)                             |
| 55                                               | F                                                | Felix Schütz                                     | 1,81 m (5 ft 11 in)                              | 89 kg (196 lb)                                   | 1987. november 3.                                | Erding, Nyugat-Németország                       | Kölner Haie (DEL)                                |
| 57                                               | F                                                | Marcel Goc – C                                   | 1,85 m (6 ft 1 in)                               | 92 kg (203 lb)                                   | 1983. augusztus 24.                              | Calw, Nyugat-Németország                         | Adler Mannheim (DEL)                             |
| 72                                               | F                                                | Dominik Kahun                                    | 1,80 m (5 ft 11 in)                              | 78 kg (172 lb)                                   | 1995. július 2.                                  | Planá, Csehország                                | EHC München (DEL)                                |
| 82                                               | F                                                | Sinan Akdag                                      | 1,88 m (6 ft 2 in)                               | 89 kg (196 lb)                                   | 1989. november 5.                                | Rosenheim, Nyugat-Németország                    | Adler Mannheim (DEL)                             |
| 83                                               | F                                                | Leonhard Pföderl                                 | 1,82 m (6 ft 0 in)                               | 87 kg (192 lb)                                   | 1993. szeptember 1.                              | Bad Tölz                                         | Thomas Sabo Ice Tigers (DEL)                     |
| 89                                               | F                                                | David Wolf                                       | 1,91 m (6 ft 3 in)                               | 99 kg (218 lb)                                   | 1989. szeptember 15.                             | Düsseldorf, Nyugat-Németország                   | Adler Mannheim (DEL)                             |
| 91                                               | D                                                | Moritz Müller                                    | 1,87 m (6 ft 2 in)                               | 92 kg (203 lb)                                   | 1986. november 19.                               | Frankfurt am Main, Nyugat-Németország            | Kölner Haie (DEL)                                |
| 92                                               | F                                                | Marcel Noebels                                   | 1,89 m (6 ft 2 in)                               | 87 kg (192 lb)                                   | 1992. március 14.                                | Tönisvorst                                       | Eisbären Berlin (DEL)                            |

Csoportkör
C csoport
| Hely. | Csapat      | M | Gy | HGy | HV | V | G+ | G– | Gk | P | Továbbjutás                       |
| ----- | ----------- | - | -- | --- | -- | - | -- | -- | -- | - | --------------------------------- |
| 1.    | Svédország  | 3 | 3  | 0   | 0  | 0 | 8  | 1  | +7 | 9 | Továbbjutott a negyeddöntőbe      |
| 2.    | Finnország  | 3 | 2  | 0   | 0  | 1 | 11 | 6  | +5 | 6 | A negyeddöntőbe jutásért játszott |
| 3.    | Németország | 3 | 0  | 1   | 0  | 2 | 4  | 7  | −3 | 2 | A negyeddöntőbe jutásért játszott |
| 4.    | Norvégia    | 3 | 0  | 0   | 1  | 2 | 2  | 11 | −9 | 1 | A negyeddöntőbe jutásért játszott |

| 2018. február 15. 12:10 (4:10) | Finnország (FIN) | 5–2 (2–1, 2–0, 1–1) | Németország (GER) | Gangneung Hockey Center, Phjongcshang Nézőszám: 3695 |

| Jegyzőkönyv | Jegyzőkönyv    | Jegyzőkönyv                        | Jegyzőkönyv          | Jegyzőkönyv                                                                       |
| --- | -------------- | ---------------------------------- | -------------------- | --------------------------------------------------------------------------------- |
| | Mikko Koskinen | Kapusok                            | Danny aus den Birken | Játékvezetők: Oliver Gouin Jozef Kubuš Vonalbírók: Nicolas Fluri Miroslav Lhotský |
| \| Lepistö (Kontiola, Tolvanen) (PP) – 03:13 \| 1–0 \| \| \| \| 1–1 \| 08:44 – Macek (Ehrhoff, Wolf) (PP) \| \| Pyörälä (Lajunen, Manninen) – 15:30 \| 2–1 \| \| \| Tolvanen (Hartikainen, Kemppainen) (PP) – 37:22 \| 3–1 \| \| \| Kukkonen (Kontiola, Tolvanen) – 38:43 \| 4–1 \| \| \| \| 4–2 \| 41:51 – Hördler \| \| Kemppainen (Tolvanen, Lepistö) (PP) – 52:48 \| 5–2 \| \| |                |                                    |                      | Játékvezetők: Oliver Gouin Jozef Kubuš Vonalbírók: Nicolas Fluri Miroslav Lhotský |
| 10 perc | Büntetések     | 10 perc                            |                      | Játékvezetők: Oliver Gouin Jozef Kubuš Vonalbírók: Nicolas Fluri Miroslav Lhotský |
| 20 | Lövések        | 24                                 |                      | Játékvezetők: Oliver Gouin Jozef Kubuš Vonalbírók: Nicolas Fluri Miroslav Lhotský |
| Lepistö (Kontiola, Tolvanen) (PP) – 03:13 | 1–0            |                                    |                      | Játékvezetők: Oliver Gouin Jozef Kubuš Vonalbírók: Nicolas Fluri Miroslav Lhotský |
| | 1–1            | 08:44 – Macek (Ehrhoff, Wolf) (PP) |                      | Játékvezetők: Oliver Gouin Jozef Kubuš Vonalbírók: Nicolas Fluri Miroslav Lhotský |
| Pyörälä (Lajunen, Manninen) – 15:30 | 2–1            |                                    |                      | Játékvezetők: Oliver Gouin Jozef Kubuš Vonalbírók: Nicolas Fluri Miroslav Lhotský |
| Tolvanen (Hartikainen, Kemppainen) (PP) – 37:22 | 3–1            |                                    |                      |                                                                                   |
| Kukkonen (Kontiola, Tolvanen) – 38:43 | 4–1            |                                    |                      |                                                                                   |
| | 4–2            | 41:51 – Hördler                    |                      |                                                                                   |
| Kemppainen (Tolvanen, Lepistö) (PP) – 52:48 | 5–2            |                                    |                      |                                                                                   |

| 2018. február 16. 21:10 (13:10) | Svédország (SWE) | 1–0 (1–0, 0–0, 0–0) | Németország (GER) | Kwandong Hockey Center, Phjongcshang Nézőszám: 3077 |

| Jegyzőkönyv                                              | Jegyzőkönyv   | Jegyzőkönyv | Jegyzőkönyv    | Jegyzőkönyv                                                                              |
| -------------------------------------------------------- | ------------- | ----------- | -------------- | ---------------------------------------------------------------------------------------- |
|                                                          | Jhonas Enroth | Kapusok     | Timo Pielmeier | Játékvezetők: Timothy Mayer Konstantin Olenin Vonalbírók: Roman Kaderli Nathan Vanoosten |
| \| Stålberg (Zackrisson, Bergström) – 02:00 \| 1–0 \| \| |               |             |                | Játékvezetők: Timothy Mayer Konstantin Olenin Vonalbírók: Roman Kaderli Nathan Vanoosten |
| 10 perc                                                  | Büntetések    | 6 perc      |                | Játékvezetők: Timothy Mayer Konstantin Olenin Vonalbírók: Roman Kaderli Nathan Vanoosten |
| 26                                                       | Lövések       | 28          |                | Játékvezetők: Timothy Mayer Konstantin Olenin Vonalbírók: Roman Kaderli Nathan Vanoosten |
| Stålberg (Zackrisson, Bergström) – 02:00                 | 1–0           |             |                | Játékvezetők: Timothy Mayer Konstantin Olenin Vonalbírók: Roman Kaderli Nathan Vanoosten |

| 2018. február 18. 12:10 (4:10) | Németország (GER) | 2–1 (sz.) (0–0, 1–0, 0–1) (h.u.:: 0–0) (sz.: 1–0) | Norvégia (NOR) | Gangneung Hockey Center, Phjongcshang Nézőszám: 5534 |

| Jegyzőkönyv                                                                                               | Jegyzőkönyv          | Jegyzőkönyv                             | Jegyzőkönyv | Jegyzőkönyv                                                                          |
| --- | -------------------- | --------------------------------------- | ----------- | ------------------------------------------------------------------------------------ |
| | Danny aus den Birken | Kapusok                                 | Lars Haugen | Játékvezetők: Mark Lemelin Anssi Salonen Vonalbírók: Jimmy Dahmen Alexander Otmakhov |
| \| Hager (Kahun, Macek) (PP) – 32:53 \| 1–0 \| \| \| \| 1–1 \| 45:19 – Reichenberg (Holøs, Bastiansen) \| |                      |                                         |             | Játékvezetők: Mark Lemelin Anssi Salonen Vonalbírók: Jimmy Dahmen Alexander Otmakhov |
| Hager Plachta Kahun                                                                                       | Szétlövés            | Bastiansen Reichenberg M. Olimb         |             | Játékvezetők: Mark Lemelin Anssi Salonen Vonalbírók: Jimmy Dahmen Alexander Otmakhov |
| 10 perc                                                                                                   | Büntetések           | 55 perc                                 |             | Játékvezetők: Mark Lemelin Anssi Salonen Vonalbírók: Jimmy Dahmen Alexander Otmakhov |
| 38 | Lövések              | 29                                      |             | Játékvezetők: Mark Lemelin Anssi Salonen Vonalbírók: Jimmy Dahmen Alexander Otmakhov |
| Hager (Kahun, Macek) (PP) – 32:53                                                                         | 1–0                  |                                         |             | Játékvezetők: Mark Lemelin Anssi Salonen Vonalbírók: Jimmy Dahmen Alexander Otmakhov |
| | 1–1                  | 45:19 – Reichenberg (Holøs, Bastiansen) |             | Játékvezetők: Mark Lemelin Anssi Salonen Vonalbírók: Jimmy Dahmen Alexander Otmakhov |

Rájátszás a negyeddöntőért
| 2018. február 20. 21:10 (13:10) | Svájc (SUI) | 1–2 (h.u.) (0–1, 1–0, 0–0) (h.u.: 0–1) | Németország (GER) | Kwandong Hockey Center, Phjongcshang Nézőszám: 2878 |

| Jegyzőkönyv | Jegyzőkönyv  | Jegyzőkönyv                           | Jegyzőkönyv          | Jegyzőkönyv                                                                      |
| --- | ------------ | ------------------------------------- | -------------------- | -------------------------------------------------------------------------------- |
| | Jonas Hiller | Kapusok                               | Danny aus den Birken | Játékvezetők: Jan Hribik Linus Öhlund Vonalbírók: Fraser McIntyre Hannu Sormunen |
| \| \| 0–1 \| 01:19 – Pföderl (Hördler, Hager) (PP) \| \| Moser (Ambühl, Suter) – 23:40 \| 1–1 \| \| \| \| 1–2 \| 60:26 – Seidenberg (Kahun, Mauer) \| |              |                                       |                      | Játékvezetők: Jan Hribik Linus Öhlund Vonalbírók: Fraser McIntyre Hannu Sormunen |
| 29 perc | Büntetések   | 12 perc                               |                      | Játékvezetők: Jan Hribik Linus Öhlund Vonalbírók: Fraser McIntyre Hannu Sormunen |
| 21 | Lövések      | 25                                    |                      | Játékvezetők: Jan Hribik Linus Öhlund Vonalbírók: Fraser McIntyre Hannu Sormunen |
| | 0–1          | 01:19 – Pföderl (Hördler, Hager) (PP) |                      | Játékvezetők: Jan Hribik Linus Öhlund Vonalbírók: Fraser McIntyre Hannu Sormunen |
| Moser (Ambühl, Suter) – 23:40 | 1–1          |                                       |                      | Játékvezetők: Jan Hribik Linus Öhlund Vonalbírók: Fraser McIntyre Hannu Sormunen |
| | 1–2          | 60:26 – Seidenberg (Kahun, Mauer)     |                      | Játékvezetők: Jan Hribik Linus Öhlund Vonalbírók: Fraser McIntyre Hannu Sormunen |

Negyeddöntő
| 2018. február 21. 21:10 (13:10) | Svédország (SWE) | 3–4 (h.u.) (0–2, 0–0, 3–1) (h.u.: 0–1) | Németország (GER) | Kwandong Hockey Center, Phjongcshang Nézőszám: 2092 |

| Jegyzőkönyv | Jegyzőkönyv  | Jegyzőkönyv                          | Jegyzőkönyv          | Jegyzőkönyv                                                                             |
| --- | ------------ | ------------------------------------ | -------------------- | --------------------------------------------------------------------------------------- |
| | Viktor Fasth | Kapusok                              | Danny aus den Birken | Játékvezetők: Mark Lemelin Aleksi Rantala Vonalbírók: Miroslav Lhotský Nathan Vanoosten |
| \| \| 0–1 \| 13:48 – Ehrhoff (Hager, Schütz) (PP) \| \| \| 0–2 \| 14:17 – Noebels (Kink) \| \| Lander (Dahlin, Omark) – 46:25 \| 1–2 \| \| \| \| 1–3 \| 48:28 – Kahun (Mauer) \| \| Hersley (Omark, Wikstrand) (PP) – 49:35 \| 2–3 \| \| \| Wikstrand (Lundqvist) – 51:37 \| 3–3 \| \| \| \| 3–4 \| 61:30 – Reimer (Ehliz, Boyle) \| |              |                                      |                      | Játékvezetők: Mark Lemelin Aleksi Rantala Vonalbírók: Miroslav Lhotský Nathan Vanoosten |
| 4 perc | Büntetések   | 6 perc                               |                      | Játékvezetők: Mark Lemelin Aleksi Rantala Vonalbírók: Miroslav Lhotský Nathan Vanoosten |
| 34 | Lövések      | 24                                   |                      | Játékvezetők: Mark Lemelin Aleksi Rantala Vonalbírók: Miroslav Lhotský Nathan Vanoosten |
| | 0–1          | 13:48 – Ehrhoff (Hager, Schütz) (PP) |                      | Játékvezetők: Mark Lemelin Aleksi Rantala Vonalbírók: Miroslav Lhotský Nathan Vanoosten |
| | 0–2          | 14:17 – Noebels (Kink)               |                      | Játékvezetők: Mark Lemelin Aleksi Rantala Vonalbírók: Miroslav Lhotský Nathan Vanoosten |
| Lander (Dahlin, Omark) – 46:25 | 1–2          |                                      |                      | Játékvezetők: Mark Lemelin Aleksi Rantala Vonalbírók: Miroslav Lhotský Nathan Vanoosten |
| | 1–3          | 48:28 – Kahun (Mauer)                |                      |                                                                                         |
| Hersley (Omark, Wikstrand) (PP) – 49:35 | 2–3          |                                      |                      |                                                                                         |
| Wikstrand (Lundqvist) – 51:37 | 3–3          |                                      |                      |                                                                                         |
| | 3–4          | 61:30 – Reimer (Ehliz, Boyle)        |                      |                                                                                         |

Elődöntő
| 2018. február 23. 21:10 (13:10) | Kanada (CAN) | 3–4 (0–1, 1–3, 2–0) | Németország (GER) | Gangneung Hockey Center, Phjongcshang Nézőszám: 4057 |

| Jegyzőkönyv | Jegyzőkönyv  | Jegyzőkönyv                          | Jegyzőkönyv          | Jegyzőkönyv                                                                            |
| --- | ------------ | ------------------------------------ | -------------------- | -------------------------------------------------------------------------------------- |
| | Kevin Poulin | Kapusok                              | Danny aus den Birken | Játékvezetők: Jozef Kubuš Timothy Mayer Vonalbírók: Fraser McIntyre Alexander Otmakhov |
| \| \| 0–1 \| 14:43 – Macek (Kahun) (PP2) \| \| \| 0–2 \| 23:21 – Plachta (Hager) \| \| \| 0–3 \| 26:49 – Mauer (Goc, Wolf) \| \| Brulé (Lee, Noreau) (PP) – 28:17 \| 1–3 \| \| \| \| 1–4 \| 32:31 – Hager (Plachta, Schütz) (PP) \| \| Robinson (Thomas, Raymond) – 42:42 \| 2–4 \| \| \| Roy (Lee, Noreau) (PP) – 49:42 \| 3–4 \| \| |              |                                      |                      | Játékvezetők: Jozef Kubuš Timothy Mayer Vonalbírók: Fraser McIntyre Alexander Otmakhov |
| 35 perc | Büntetések   | 16 perc                              |                      | Játékvezetők: Jozef Kubuš Timothy Mayer Vonalbírók: Fraser McIntyre Alexander Otmakhov |
| 31 | Lövések      | 15                                   |                      | Játékvezetők: Jozef Kubuš Timothy Mayer Vonalbírók: Fraser McIntyre Alexander Otmakhov |
| | 0–1          | 14:43 – Macek (Kahun) (PP2)          |                      | Játékvezetők: Jozef Kubuš Timothy Mayer Vonalbírók: Fraser McIntyre Alexander Otmakhov |
| | 0–2          | 23:21 – Plachta (Hager)              |                      | Játékvezetők: Jozef Kubuš Timothy Mayer Vonalbírók: Fraser McIntyre Alexander Otmakhov |
| | 0–3          | 26:49 – Mauer (Goc, Wolf)            |                      | Játékvezetők: Jozef Kubuš Timothy Mayer Vonalbírók: Fraser McIntyre Alexander Otmakhov |
| Brulé (Lee, Noreau) (PP) – 28:17 | 1–3          |                                      |                      |                                                                                        |
| | 1–4          | 32:31 – Hager (Plachta, Schütz) (PP) |                      |                                                                                        |
| Robinson (Thomas, Raymond) – 42:42 | 2–4          |                                      |                      |                                                                                        |
| Roy (Lee, Noreau) (PP) – 49:42 | 3–4          |                                      |                      |                                                                                        |

Döntő
| 2018. február 25. 13:10 (5:10) | Olimpikonok Oroszországból (OAR) | 4–3 (h.u.) (1–0, 0–1, 2–2) (h.u.: 1–0) | Németország (GER) | Gangneung Hockey Center, Phjongcshang Nézőszám: 5075 |

| Jegyzőkönyv | Jegyzőkönyv       | Jegyzőkönyv                        | Jegyzőkönyv          | Jegyzőkönyv                                                                        |
| --- | ----------------- | ---------------------------------- | -------------------- | ---------------------------------------------------------------------------------- |
| | Vasily Koshechkin | Kapusok                            | Danny aus den Birken | Játékvezetők: Mark Lemelin Aleksi Rantala Vonalbírók: Jimmy Dahmen Sakari Suominen |
| \| Vojnov (Guszev, Kaprizov) – 19:59 \| 1–0 \| \| \| \| 1–1 \| 29:32 – Schütz (Macek, Hager) \| \| Guszev (Kaprizov, Dacjuk) – 53:21 \| 2–1 \| \| \| \| 2–2 \| 53:31 – Kahun (Mauer, Ehliz) \| \| \| 2–3 \| 56:44 – J. Müller (Ehliz, Hördler) \| \| Guszev (Zub, Kaprizov) (SH, EA) – 59:04 \| 3–3 \| \| \| Kaprizov (Guszev, Vojnov) (PP) – 69:40 \| 4–3 \| \| |                   |                                    |                      | Játékvezetők: Mark Lemelin Aleksi Rantala Vonalbírók: Jimmy Dahmen Sakari Suominen |
| 4 perc | Büntetések        | 6 perc                             |                      | Játékvezetők: Mark Lemelin Aleksi Rantala Vonalbírók: Jimmy Dahmen Sakari Suominen |
| 30 | Lövések           | 25                                 |                      | Játékvezetők: Mark Lemelin Aleksi Rantala Vonalbírók: Jimmy Dahmen Sakari Suominen |
| Vojnov (Guszev, Kaprizov) – 19:59 | 1–0               |                                    |                      | Játékvezetők: Mark Lemelin Aleksi Rantala Vonalbírók: Jimmy Dahmen Sakari Suominen |
| | 1–1               | 29:32 – Schütz (Macek, Hager)      |                      | Játékvezetők: Mark Lemelin Aleksi Rantala Vonalbírók: Jimmy Dahmen Sakari Suominen |
| Guszev (Kaprizov, Dacjuk) – 53:21 | 2–1               |                                    |                      | Játékvezetők: Mark Lemelin Aleksi Rantala Vonalbírók: Jimmy Dahmen Sakari Suominen |
| | 2–2               | 53:31 – Kahun (Mauer, Ehliz)       |                      |                                                                                    |
| | 2–3               | 56:44 – J. Müller (Ehliz, Hördler) |                      |                                                                                    |
| Guszev (Zub, Kaprizov) (SH, EA) – 59:04 | 3–3               |                                    |                      |                                                                                    |
| Kaprizov (Guszev, Vojnov) (PP) – 69:40 | 4–3               |                                    |                      |                                                                                    |

| Csapat      | Helyezés |
| ----------- | -------- |
| Németország |          |

## Műkorcsolya
| Versenyző                     | Versenyszám  | Rövid program | Rövid program | Kűr    | Kűr   | Összesítés | Összesítés |
| Versenyző                     | Versenyszám  | Pont          | Hely.         | Pont   | Hely. | Pont       | Helyezés   |
| ----------------------------- | ------------ | ------------- | ------------- | ------ | ----- | ---------- | ---------- |
| Paul Fentz                    | Férfi egyéni | 74,73         | 24.           | 139,82 | 22.   | 214,55     | 22.        |
| Nicole Schott                 | Női egyéni   | 59,20         | 14.           | 109,26 | 17.   | 168,46     | 18.        |
| Annika Hocke Ruben Blommaert  | Páros        | 63,04         | 16.           | 108,94 | 16.   | 171,98     | 16.        |
| Aliona Savchenko Bruno Massot | Páros        | 76,59         | 4.            | 159,31 | 1.    | 235,90     |            |
| Kavita Lorenz Joti Polizoakis | Jégtánc      | 59,99         | 17.           | 90,50  | 16.   | 150,49     | 16.        |

Csapat
| Versenyző                                                                                                | Versenyszám   | Rövid program    | Rövid program    | Rövid program    | Rövid program    | Rövid program | Rövid program | Kűr              | Kűr              | Kűr              | Kűr              | Kűr        | Kűr        |
| Versenyző                                                                                                | Versenyszám   | Férfi            | Női              | Páros            | Jégtánc          | Összesítés    | Összesítés    | Férfi            | Női              | Páros            | Jégtánc          | Összesítés | Összesítés |
| Versenyző                                                                                                | Versenyszám   | Pont Csapat pont | Pont Csapat pont | Pont Csapat pont | Pont Csapat pont | Pont          | Hely.         | Pont Csapat pont | Pont Csapat pont | Pont Csapat pont | Pont Csapat pont | Pont       | Helyezés   |
| --- | ------------- | ---------------- | ---------------- | ---------------- | ---------------- | ------------- | ------------- | ---------------- | ---------------- | ---------------- | ---------------- | ---------- | ---------- |
| Paul Fentz (F) Nicole Schott (N) Aliona Savchenko / Bruno Massot (P) Kavita Lorenz / Joti Polizoakis (J) | Csapatverseny | 66,32 2          | 55,32 3          | 75,36 8          | 56,88 3          | 16            | 7.            | kiesett          | kiesett          | kiesett          | kiesett          | kiesett    | kiesett    |

## Rövidpályás gyorskorcsolya
Női
| Versenyző     | Versenyszám | Előfutam | Előfutam | Negyeddöntő | Negyeddöntő | Elődöntő | Elődöntő | B döntő | B döntő | Döntő   | Döntő   | Helyezés |
| Versenyző     | Versenyszám | Idő      | Hely.    | Idő         | Hely.       | Idő      | Hely.    | Idő     | Hely.   | Idő     | Hely.   | Helyezés |
| ------------- | ----------- | -------- | -------- | ----------- | ----------- | -------- | -------- | ------- | ------- | ------- | ------- | -------- |
| Anna Seidel   | 500 m       | 43,742   | 2.       | 44,325      | 4.          | kiesett  | kiesett  | kiesett | kiesett | kiesett | kiesett | 15.      |
| Anna Seidel   | 1000 m      | kizárták | kizárták | kiesett     | kiesett     | kiesett  | kiesett  | kiesett | kiesett | kiesett | kiesett | –        |
| Anna Seidel   | 1500 m      | 2:56,976 | 5 ADV    |             |             | 3:00,658 | 7.       | kiesett | kiesett | kiesett | kiesett | 16.      |
| Bianca Walter | 500 m       | 43,541   | 3.       | kiesett     | kiesett     | kiesett  | kiesett  | kiesett | kiesett | kiesett | kiesett | 18.      |
| Bianca Walter | 1000 m      | 1:36,128 | 3 ADV    | 1:31,085    | 5.          | kiesett  | kiesett  | kiesett | kiesett | kiesett | kiesett | 18.      |
| Bianca Walter | 1500 m      | 2:30,819 | 5.       |             |             | kiesett  | kiesett  | kiesett | kiesett | kiesett | kiesett | 27.      |

## Síakrobatika
Félcső
| Versenyző        | Versenyszám | Selejtező | Selejtező | Selejtező     | Selejtező | Döntő    | Döntő    | Döntő    | Döntő         | Döntő    |
| Versenyző        | Versenyszám | 1. futam  | 2. futam  | Jobb eredmény | Hely.     | 1. futam | 2. futam | 3. futam | Jobb eredmény | Helyezés |
| ---------------- | ----------- | --------- | --------- | ------------- | --------- | -------- | -------- | -------- | ------------- | -------- |
| Sabrina Cakmakli | Női         | 81,80     | 31,40     | 81,80         | 7.        | 74,20    | 57,60    | 20,40    | 74,20         | 8.       |

Mogul
| Versenyző         | Versenyszám | Selejtező | Selejtező | Selejtező | Selejtező | Selejtező | Selejtező | Selejtező | Selejtező | Döntő    | Döntő    | Döntő    | Döntő    | Döntő    | Döntő    | Döntő    | Döntő    | Döntő    | Döntő    | Döntő    | Helyezés |
| Versenyző         | Versenyszám | 1. futam  | 1. futam  | 1. futam  | 1. futam  | 2. futam  | 2. futam  | 2. futam  | 2. futam  | 1. futam | 1. futam | 1. futam | 1. futam | 2. futam | 2. futam | 2. futam | 2. futam | 3. futam | 3. futam | 3. futam | Helyezés |
| Versenyző         | Versenyszám | Idő       | Pont      | Össz.     | Hely.     | Idő       | Pont      | Össz.     | Hely.     | Idő      | Pont     | Össz.    | Hely.    | Idő      | Pont     | Össz.    | Hely.    | Idő      | Pont     | Össz.    | Helyezés |
| ----------------- | ----------- | --------- | --------- | --------- | --------- | --------- | --------- | --------- | --------- | -------- | -------- | -------- | -------- | -------- | -------- | -------- | -------- | -------- | -------- | -------- | -------- |
| Léa Bouard        | Női         | 29,18     | 15,12     | 55,71     | 24.       | 28,96     | 15,36     | 65,08     | 15.       | kiesett  | kiesett  | kiesett  | kiesett  | kiesett  | kiesett  | kiesett  | kiesett  | kiesett  | kiesett  | kiesett  | 25.      |
| Katharina Förster | Női         | 29,71     | 14,52     | 63,17     | 23.       | 30,05     | 14,14     | 69,38     | 9.        | 29,63    | 14,61    | 72,33    | 13.      | kiesett  | kiesett  | kiesett  | kiesett  | kiesett  | kiesett  | kiesett  | 13.      |

Krossz
| Versenyző         | Versenyszám | Selejtező  | Selejtező  | Nyolcaddöntő | Negyeddöntő | Elődöntő   | Döntő      | Helyezés   |
| Versenyző         | Versenyszám | Idő        | Hely.      | Helyezés     | Helyezés    | Helyezés   | Helyezés   | Helyezés   |
| ----------------- | ----------- | ---------- | ---------- | ------------ | ----------- | ---------- | ---------- | ---------- |
| Paul Eckert       | Férfi       | 1:10,06    | 10.        | 3.           | kiesett     | kiesett    | kiesett    | 18.        |
| Tim Hronek        | Férfi       | 1:10,27    | 20.        | 3.           | kiesett     | kiesett    | kiesett    | 23.        |
| Florian Wilmsmann | Férfi       | 1:10,33    | 21.        | 4.           | kiesett     | kiesett    | kiesett    | 25.        |
| Julia Eichinger   | Női         | 1:17,56    | 20.        | 3.           | kiesett     | kiesett    | kiesett    | 21.        |
| Celia Funkler     | Női         | nem indult | nem indult | nem indult   | nem indult  | nem indult | nem indult | nem indult |

Slopestyle
| Versenyző  | Versenyszám | Selejtező | Selejtező | Selejtező     | Selejtező | Döntő    | Döntő    | Döntő    | Döntő         | Döntő    |
| Versenyző  | Versenyszám | 1. futam  | 2. futam  | Jobb eredmény | Hely.     | 1. futam | 2. futam | 3. futam | Jobb eredmény | Helyezés |
| ---------- | ----------- | --------- | --------- | ------------- | --------- | -------- | -------- | -------- | ------------- | -------- |
| Kea Kühnel | Női         | 19,75     | 59,60     | 59,60         | 18.       | kiesett  | kiesett  | kiesett  | kiesett       | kiesett  |

## Sífutás
Távolsági
Férfi
| Versenyző                                        | Versenyszám     | Klasszikus | Klasszikus | Szabad  | Szabad | Összesen      | Összesen      |
| Versenyző                                        | Versenyszám     | Idő        | Hely.      | Idő     | Hely.  | Idő           | Helyezés      |
| ------------------------------------------------ | --------------- | ---------- | ---------- | ------- | ------ | ------------- | ------------- |
| Thomas Bing                                      | 30 km           | 41:03,0    | 6.         | 36:00,7 | 16.    | 1:17:03,7     | 11.           |
| Thomas Bing                                      | 50 km           |            |            |         |        | 2:18:41,1     | 28.           |
| Lucas Bögl                                       | 15 km           |            |            |         |        | 35:04,7       | 15.           |
| Lucas Bögl                                       | 30 km           | 41:14,7    | 15.        | 36:05,2 | 19.    | 1:17:19,9     | 16.           |
| Lucas Bögl                                       | 50 km           |            |            |         |        | 2:23:42,8     | 42.           |
| Jonas Dobler                                     | 30 km           | 41:25,1    | 18.        | 36:31,5 | 25.    | 1:17:56,6     | 22.           |
| Jonas Dobler                                     | 50 km           |            |            |         |        | nem ért célba | nem ért célba |
| Sebastian Eisenlauer                             | 15 km           |            |            |         |        | 36:03,8       | 30.           |
| Andreas Katz                                     | 15 km           |            |            |         |        | 35:38,3       | 24.           |
| Andreas Katz                                     | 30 km           | 41:39,8    | 20.        | 38:09,4 | 42.    | 1:19:49,2     | 33.           |
| Andreas Katz                                     | 50 km           |            |            |         |        | 2:13:32,3     | 14.           |
| Thomas Bing Lucas Bögl Jonas Dobler Andreas Katz | 4 × 10 km váltó |            |            |         |        | 1:35:13,1     | 6.            |

Női
| Versenyző                                                      | Versenyszám    | Klasszikus | Klasszikus | Szabad     | Szabad     | Összesen   | Összesen   |            |
| Versenyző                                                      | Versenyszám    | Idő        | Hely.      | Idő        | Hely.      | Idő        | Helyezés   |            |
| -------------------------------------------------------------- | -------------- | ---------- | ---------- | ---------- | ---------- | ---------- | ---------- | ---------- |
| Stefanie Böhler                                                | 10 km          |            |            |            |            | 27:21,8    | 25.        |            |
| Stefanie Böhler                                                | 15 km          | 22:52,8    | 25.        | 20:09,8    | 20.        | 43:02,6    | 25.        |            |
| Stefanie Böhler                                                | 30 km          |            |            |            |            | 1:28:42,2  | 16.        |            |
| Victoria Carl                                                  | 10 km          |            |            |            |            | 27:04,6    | 19.        |            |
| Victoria Carl                                                  | 15 km          | 22:13,5    | 17.        | 20:40,9    | 32.        | 42:54,4    | 20.        |            |
| Victoria Carl                                                  | 30 km          |            |            |            |            | 1:32:42,4  | 25.        |            |
| Nicole Fessel                                                  | 15 km          | nem indult | nem indult | nem indult | nem indult | nem indult | nem indult | nem indult |
| Katharina Hennig                                               | 15 km          | 22:11,3    | 16.        | 20:48,9    | 36.        | 43:00,2    | 22.        |            |
| Katharina Hennig                                               | 30 km          |            |            |            |            | 1:29:48,9  | 19.        |            |
| Sandra Ringwald                                                | 10 km          |            |            |            |            | 27:24,7    | 26.        |            |
| Stefanie Böhler Victoria Carl Katharina Hennig Sandra Ringwald | 4 × 5 km váltó |            |            |            |            | 53:13,7    | 6.         |            |

Sprint
| Versenyző                        | Versenyszám         | Selejtező | Selejtező | Negyeddöntő | Negyeddöntő | Elődöntő | Elődöntő | Döntő    | Döntő    |
| Versenyző                        | Versenyszám         | Idő       | Hely.     | Idő         | Hely.       | Idő      | Hely.    | Idő      | Helyezés |
| -------------------------------- | ------------------- | --------- | --------- | ----------- | ----------- | -------- | -------- | -------- | -------- |
| Thomas Bing                      | Férfi egyéni sprint | 3:16,66   | 21.       | 3:18,64     | 3.          | kiesett  | kiesett  | kiesett  | 15.      |
| Sebastian Eisenlauer             | Férfi egyéni sprint | 3:15,06   | 15.       | 3:16,22     | 6.          | kiesett  | kiesett  | kiesett  | 27.      |
| Thomas Bing Sebastian Eisenlauer | Férfi csapatsprint  |           |           |             |             | 16:00,55 | 3.       | 16:42,20 | 10.      |
| Katharina Hennig                 | Női egyéni sprint   | 3:22,64   | 25.       | 3:19,55     | 6.          | kiesett  | kiesett  | kiesett  | 27.      |
| Hanna Kolb                       | Női egyéni sprint   | 3:27,84   | 36.       | kiesett     | kiesett     | kiesett  | kiesett  | kiesett  | 36.      |
| Sandra Ringwald                  | Női egyéni sprint   | 3:18,48   | 16.       | 3:13,76     | 3.          | kiesett  | kiesett  | kiesett  | 15.      |
| Elisabeth Schicho                | Női egyéni sprint   | 3:23,26   | 26.       | 3:24,26     | 6.          | kiesett  | kiesett  | kiesett  | 28.      |
| Nicole Fessel Sandra Ringwald    | Női csapatsprint    |           |           |             |             | 16:51,67 | 4.       | 17:06,57 | 10.      |

## Síugrás
Férfi
| Versenyző                                                   | Versenyszám   | Selejtező | Selejtező | Selejtező | 1. ugrás | 1. ugrás | 1. ugrás | 2. ugrás | 2. ugrás | 2. ugrás | Összesítés | Összesítés |
| Versenyző                                                   | Versenyszám   | Táv       | Pont      | Hely.     | Táv      | Pont     | Hely.    | Táv      | Pont     | Hely.    | Pont       | Helyezés   |
| ----------------------------------------------------------- | ------------- | --------- | --------- | --------- | -------- | -------- | -------- | -------- | -------- | -------- | ---------- | ---------- |
| Markus Eisenbichler                                         | Normálsánc    | 102,5     | 127,7     | 6.        | 106,0    | 121,6    | 7.       | 106,5    | 118,6    | 9.       | 240,2      | 8.         |
| Markus Eisenbichler                                         | Nagysánc      | 135,0     | 123,6     | 9.        | 130,0    | 128,7    | 16.      | 130,5    | 126,7    | 10.      | 255,4      | 14.        |
| Richard Freitag                                             | Normálsánc    | 102,0     | 129,1     | 4.        | 106,0    | 125,5    | 4.       | 102,5    | 114,5    | 13.      | 240,0      | 9.         |
| Richard Freitag                                             | Nagysánc      | 130,0     | 116,8     | 11.       | 130,0    | 131,5    | 11.      | 127,5    | 128,5    | 8.       | 260,0      | 9.         |
| Karl Geiger                                                 | Normálsánc    | 102,0     | 125,5     | 7.        | 103,5    | 120,3    | 8.       | 105,0    | 116,4    | 12.      | 236,7      | 10.        |
| Karl Geiger                                                 | Nagysánc      | 130,5     | 117,7     | 12.       | 132,0    | 129,5    | 14.      | 137,5    | 138,1    | 5.       | 267,6      | 7.         |
| Andreas Wellinger                                           | Normálsánc    | 103,0     | 133,5     | 1.        | 104,5    | 124,9    | 5.       | 113,5    | 134,4    | 1.       | 259,3      |            |
| Andreas Wellinger                                           | Nagysánc      | 135,0     | 127,1     | 3.        | 135,5    | 138,8    | 3.       | 142,0    | 143,5    | 2.       | 282,3      |            |
| Karl Geiger Stephan Leyhe Richard Freitag Andreas Wellinger | Csapatverseny |           |           |           | 538,5    | 543,9    | 2.       | 532,0    | 531,8    | 2.       | 1075,7     |            |

Női
| Versenyző         | Versenyszám | Első forduló | Első forduló | Első forduló | Döntő | Döntő | Döntő | Összesítés | Összesítés |
| Versenyző         | Versenyszám | Táv          | Pont         | Hely.        | Táv   | Pont  | Hely. | Pont       | Helyezés   |
| ----------------- | ----------- | ------------ | ------------ | ------------ | ----- | ----- | ----- | ---------- | ---------- |
| Katharina Althaus | Normálsánc  | 106,5        | 123,2        | 2.           | 106,0 | 129,4 | 2.    | 252,6      |            |
| Juliane Seyfarth  | Normálsánc  | 102,5        | 108,3        | 8.           | 90,0  | 86,0  | 17.   | 194,3      | 10.        |
| Ramona Straub     | Normálsánc  | 98,5         | 104,4        | 10.          | 98,5  | 106,1 | 8.    | 210,7      | 8.         |
| Carina Vogt       | Normálsánc  | 97,0         | 108,6        | 6.           | 101,5 | 119,3 | 4.    | 227,9      | 5.         |

## Snowboard
Akrobatika
Férfi
| Versenyző      | Versenyszám | Selejtező | Selejtező | Selejtező     | Selejtező | Döntő    | Döntő    | Döntő    | Döntő         | Helyezés |
| Versenyző      | Versenyszám | 1. futam  | 2. futam  | Jobb eredmény | Hely.     | 1. futam | 2. futam | 3. futam | Jobb eredmény | Helyezés |
| -------------- | ----------- | --------- | --------- | ------------- | --------- | -------- | -------- | -------- | ------------- | -------- |
| Johannes Höpfl | Halfpipe    | 53,25     | 59,50     | 59,50         | 23.       | kiesett  | kiesett  | kiesett  | kiesett       | 23.      |

Női
| Versenyző           | Versenyszám | Selejtező | Selejtező | Selejtező     | Selejtező | Döntő    | Döntő      | Döntő    | Döntő         | Helyezés |
| Versenyző           | Versenyszám | 1. futam  | 2. futam  | Jobb eredmény | Hely.     | 1. futam | 2. futam   | 3. futam | Jobb eredmény | Helyezés |
| ------------------- | ----------- | --------- | --------- | ------------- | --------- | -------- | ---------- | -------- | ------------- | -------- |
| Silvia Mittermüller | Slopestyle  | törölve   | törölve   | törölve       | törölve   | 1,00     | nem indult | törölve  | 1,00          | 26.      |

Parallel giant slalom
| Versenyző           | Versenyszám | Selejtező | Selejtező | Nyolcaddöntő                          | Negyeddöntő                      | Elődöntő                                  | Döntő                                             | Helyezés |
| Versenyző           | Versenyszám | Idő       | Hely.     | Ellenfél Eredmény                     | Ellenfél Eredmény                | Ellenfél Eredmény                         | Ellenfél Eredmény                                 | Helyezés |
| ------------------- | ----------- | --------- | --------- | ------------------------------------- | -------------------------------- | ----------------------------------------- | ------------------------------------------------- | -------- |
| Stefan Baumeister   | Férfi       | 1:25,37   | 7.        | Sebastian Kislinger (AUT) · Gy –0,22  | Žan Košir (SLO) · V +3,07        | kiesett                                   | kiesett                                           | 6.       |
| Alexander Bergmann  | Férfi       | 1:29,25   | 31.       | kiesett                               | kiesett                          | kiesett                                   | kiesett                                           | 31.      |
| Patrick Bussler     | Férfi       | 1:26,77   | 25.       | kiesett                               | kiesett                          | kiesett                                   | kiesett                                           | 25.      |
| Ramona Hofmeister   | Női         | 1:31,98   | 5.        | Ladina Jenny (SUI) · Gy nem ért célba | Ina Meschik (AUT) · Gy –0,78     | Ester Ledecká (CZE) · V nem ért célba     | Bronzmérkőzés · Aljona Zavarzina (OAR) · Gy +4,07 |          |
| Selina Jörg         | Női         | 1:30,27   | 3.        | Tudegesheva (OAR) · Gy -0,65          | Tomoka Takeuchi (JPN) · Gy –0,62 | Aljona Zavarzina (OAR) · Gy nem ért célba | Ester Ledecká (CZE) · V +0,46                     |          |
| Carolin Langenhorst | Női         | 1:31,58   | 4.        | Ina Meschik (AUT) · V +0,02           | kiesett                          | kiesett                                   | kiesett                                           | 9.       |
| Anke Wöhrer         | Női         | 1:34,70   | 21.       | kiesett                               | kiesett                          | kiesett                                   | kiesett                                           | 21.      |

Snowboard cross
| Versenyző        | Versenyszám | Selejtező | Selejtező | Selejtező     | Selejtező     | Selejtező     | Selejtező | Nyolcaddöntő | Negyeddöntő | Elődöntő | Döntő       | Helyezés |
| Versenyző        | Versenyszám | 1. futam  | 1. futam  | 2. futam      | 2. futam      | Jobb eredmény | Kiemelés  | Nyolcaddöntő | Negyeddöntő | Elődöntő | Döntő       | Helyezés |
| Versenyző        | Versenyszám | Idő       | Hely.     | Idő           | Hely.         | Jobb eredmény | Kiemelés  | Helyezés     | Helyezés    | Helyezés | Helyezés    | Helyezés |
| ---------------- | ----------- | --------- | --------- | ------------- | ------------- | ------------- | --------- | ------------ | ----------- | -------- | ----------- | -------- |
| Paul Berg        | Férfi       | 1:14,39   | 14.       | kiemelt       | kiemelt       | 1:14,39       | 14.       | 2.           | 5.          | kiesett  | kiesett     | 19.      |
| Martin Nörl      | Férfi       | 1:14,12   | 7.        | kiemelt       | kiemelt       | 1:14,12       | 7.        | 1.           | 1.          | 4.       | Kisdöntő 2. | 8.       |
| Konstantin Schad | Férfi       | 1:15,73   | 30.       | nem indult    | nem indult    | 1:15,73       | 33.       | 4.           | kiesett     | kiesett  | kiesett     | 32.      |
| Jana Fischer     | Női         | 1:22,92   | 21.       | nem ért célba | nem ért célba | 1:22,92       | 22.       |              | 4.          | kiesett  | kiesett     | 16.      |

## Szánkó
| Versenyző                   | Versenyszám | 1. futam | 1. futam | 2. futam | 2. futam | 3. futam | 3. futam | 4. futam | 4. futam | Összesítés | Összesítés |
| Versenyző                   | Versenyszám | Idő      | Hely.    | Idő      | Hely.    | Idő      | Hely.    | Idő      | Hely.    | Idő        | Helyezés   |
| --------------------------- | ----------- | -------- | -------- | -------- | -------- | -------- | -------- | -------- | -------- | ---------- | ---------- |
| Andi Langenhan              | Férfi egyes | 48,083   | 18.      | 47,850   | 8.       | 47,630   | 7.       | 47,870   | 13.      | 3:11,433   | 10.        |
| Felix Loch                  | Férfi egyes | 47,674   | 2.       | 47,625   | 1.       | 47,560   | 2.       | 48,109   | 19.      | 3:10,968   | 5.         |
| Johannes Ludwig             | Férfi egyes | 47,764   | 3.       | 47,940   | 14.      | 47,625   | 6.       | 47,603   | 3.       | 3:10,932   |            |
| Tobias Arlt Tobias Wendl    | Kettes      | 45,820   | 1.       | 45,877   | 1.       |          |          |          |          | 1:31,697   |            |
| Sascha Benecken Toni Eggert | Kettes      | 45,931   | 3.       | 46,056   | 3.       |          |          |          |          | 1:31,987   |            |
| Dajana Eitberger            | Női egyes   | 46,381   | 7.       | 46,193   | 2.       | 46,577   | 7.       | 46,448   | 1.       | 3:05,599   |            |
| Natalie Geisenberger        | Női egyes   | 46,245   | 1.       | 46,209   | 3.       | 46,280   | 1.       | 46,498   | 2.       | 3:05,232   |            |
| Tatjana Hüfner              | Női egyes   | 46,322   | 3.       | 46,339   | 6.       | 46,392   | 2.       | 46,660   | 5.       | 3:05,713   | 4.         |

| Versenyző                                                     | Versenyszám  | 1. futam | 1. futam | 2. futam | 2. futam | 3. futam | 3. futam | Összesítés | Összesítés |
| Versenyző                                                     | Versenyszám  | Idő      | Hely.    | Idő      | Hely.    | Idő      | Hely.    | Idő        | Helyezés   |
| ------------------------------------------------------------- | ------------ | -------- | -------- | -------- | -------- | -------- | -------- | ---------- | ---------- |
| Tobias Arlt Natalie Geisenberger Johannes Ludwig Tobias Wendl | Vegyes váltó | 46,870   | 1.       | 48,822   | 5.       | 48,825   | 1.       | 2:24,517   |            |

## Szkeleton
| Versenyző            | Versenyszám | 1. futam | 1. futam | 2. futam | 2. futam | 3. futam | 3. futam | 4. futam | 4. futam | Összesítés | Összesítés |
| Versenyző            | Versenyszám | Idő      | Hely.    | Idő      | Hely.    | Idő      | Hely.    | Idő      | Hely.    | Idő        | Helyezés   |
| -------------------- | ----------- | -------- | -------- | -------- | -------- | -------- | -------- | -------- | -------- | ---------- | ---------- |
| Alexander Gassner    | Férfi       | 51,05    | 9.       | 51,08    | 12.      | 51,04    | 11.      | 50,93    | 8.       | 3:24,10    | 9.         |
| Christopher Grotheer | Férfi       | 51,05    | 9.       | 51,06    | 11.      | 51,01    | 10.      | 50,93    | 8.       | 3:24,05    | 8.         |
| Axel Jungk           | Férfi       | 50,77    | 3.       | 51,01    | 9.       | 50,83    | 8.       | 50,99    | 10.      | 3:23,60    | 7.         |
| Anna Fernstädt       | Női         | 51,99    | 5.       | 52,17    | 5.       | 51,88    | 3.       | 52,00    | 6.       | 3:28,04    | 6.         |
| Tina Hermann         | Női         | 51,98    | 4.       | 52,31    | 10.      | 51,83    | 1.       | 51,86    | 4.       | 3:27,98    | 5.         |
| Jacqueline Lölling   | Női         | 51,74    | 2.       | 52,12    | 4.       | 52,04    | 7.       | 51,83    | 3.       | 3:27,73    |            |